# Stress (Buffy)
Pour les articles homonymes, voir Stress (homonymie).
Stress est le 14e épisode de la saison 4 de la série télévisée Buffy contre les vampires.

## Résumé
Buffy informe ses amis que Maggie Walsh a essayé de la tuer. Le groupe se demande si Riley est lui aussi impliqué, mais ce dernier arrive sur ces entre-faits, nie toute responsabilité et refuse, malgré tout, de reconnaître que sa patronne a voulu tuer sa petite amie. Le Scooby-gang au complet se cache chez Alex, car l'Initiative n'a pas connaissance de l'existence de ce dernier. Adam s'échappe de l'Initiative, alors que le corps de Maggie Walsh est retrouvé, et tue un petit garçon. Le lendemain, on apprend que le corps de l'enfant a été retrouvé mutilé. Buffy part enquêter et, sur place, rencontre Riley qui lui apprend que Maggie a été tuée. La Tueuse remarque que son compagnon a un comportement anormal, car il est extrêmement nerveux et irritable. Willow et Tara font un rituel pour trouver des signes d'activité démoniaque sur Sunnydale, mais la seconde sabote volontairement le rituel (on ne sait pourquoi que dans l'épisode les Liens du sang). 
Buffy et Alex s'introduisent dans l'Initiative et surprennent une conversation de deux scientifiques à propos des drogues de combat que les soldats ne peuvent prendre à cause de leur mobilisation pour retrouver l'assassin du professeur Walsh. Buffy prend le docteur Angleman en otage pour lui soutirer des informations. À ce moment-là, Adam fait son apparition, cherche des explications sur sa nature et révèle être l'auteur du meurtre de Walsh. Ensuite, il tue Angleman et blesse Riley avant de quitter les lieux. Le militaire est emmené à l'hôpital pour récupérer.